# شوگو کامو
شوگو کامو (به انگلیسی: Shogo Kamo) بازیکن فوتبال اهل ژاپن و عضو تیم ملی فوتبال ژاپن است که در تاریخ ۰۴ اوت ۱۹۳۶ میلادی اولین بازی ملی‌اش را انجام داد. او در ۲ بازی ملی حضور داشت و آخرین بازی ملی خود را در تاریخ ۷ اوت ۱۹۳۶ میلادی انجام داد. شوگو کامو در بازی‌های ملی‌اش
گلی به ثمر نرساند.